# أندي ساتكليف
أندي ساتكليف (بالإنجليزية: Andy Sutcliffe) هو سائق فورمولا 1 بريطاني، ولد في 9 مايو 1947 في Mildenhall, Suffolk ‏ في المملكة المتحدة، وتوفي في 13 يوليو 2015 في Pluckley ‏ في المملكة المتحدة.